# Cadurcia lucens
Cadurcia lucens là một loài ruồi trong họ Tachinidae.